# Jaska Raatikainen
Jaska Raatikainen (född 18 juli 1979 i Esbo, Finland) är trummis i det finska extrem metal-bandet Children of Bodom. Han använder Pearl-trummor, Meinl-cymbaler och pro-mark trumstockar.